# 恋ゴコロ
『恋ゴコロ』（こいゴコロ）は、Erii（山崎エリイ）3枚目のシングル。2020年9月30日にCherii Recordsから発売された。

## 概要
Erii名義での山崎エリイ3枚目のシングル。「山崎エリイ」名義と合わせると、通算6枚目のシングル。LINEマンガ『異世界婚活～魔王を倒したアラサー女戦士が婚活をはじめました～』（原作:真代屋秀晃 作画:マルヤマ）のタイアップ曲。また、山崎本人のビジュアルをもとにデザインされたキャラクター「エリン」が漫画本編に登場するという、"楽曲×漫画"の異色コラボレーションも実現。本作の漫画盤ジャケットは原作者描き下ろし仕様で、こちらのイラストにもエリンが登場している。「恋ゴコロ」は最大級にキュートでポップな1曲となっており、楽曲・ミュージックビデオ・ビジュアルイメージ全てに透明感と可愛さが散りばめられている。

## 収録内容
| #         | タイトル       | 作詞       | 作曲・編曲 | 時間 |
| --------- | -------------- | ---------- | ---------- | ---- |
| 1.        | 「恋ゴコロ」   | rainylight | métə       | 4:11 |
| 2.        | 「I miss you」 | 齋藤優輝   | 齋藤優輝   | 3:59 |
| 合計時間: | 合計時間:      | 合計時間:  | 合計時間:  | 8:10 |

## 楽曲について
- 「恋ゴコロ」は、前作「Remember me?」の持つダークな雰囲気とは大きく変わり、ポップでパステルカラーな世界観になっている。「可愛さ」をギュッと一つに落とし込んだ作品になっており、山崎が「MVでやってみたいこと」や「着てみたい衣装」など、先にビジュアル面の打ち合わせを行い、そのビジュアルに合わせる形で「キャッチ―でキュートな楽曲に」という方向性が決まったとのこと。山崎は「恋が始まって、まだ恋愛まではいかないもどかしさと言いますか、まだまだ出会ったばかりのピュアさが多く出ている歌詞なので、そのような初々しさを感じとっていただけたらうれしいです」と語っている[5]。
- クロマキー合成で撮影された「恋ゴコロ」のMVには、2人の「エリイ」が登場する[6]。1人はピンクのワンピースを着た「エリイ」。もう1人は白いセーラー風衣装を着て、「エリイ」が持ってきた小箱に入っていた「ミニエリイ」である。山崎いわく、「この子（ミニエリイ）が自分の心の中の感情である"ドキドキしている気持ち"や"キュンとした女の子らしいファンタジーな甘酸っぱさ"を表現しています。この子を見守る仕草や、踊っているときのピョンピョコ飛び跳ねている感じなどはMVの楽しみの一つだと思いますし、かわいいいと思ってもらえるとうれしいです！」とのこと[5]。ミニエリイの周りをふわふわと浮かぶスプーンや口紅といったオブジェクトや、間奏のボーカルチョップに合わせるように次々と変化し動くカット割とダンス、「エリイ」の肩に「ミニエリイ」が乗って見つめ合うシーンなど、CG合成ならではの不思議な世界観がキュートに楽曲を彩っている。
- 「I miss you」は、ミドルテンポのバラード。自身のInstagramでは、「センチメンタルな乙女心が描かれた、切なくも美しいピアノ&シンセサイザーのメロディーが印象的な一曲です」と語っている[7]。Erii 1st・2ndシングルのカップリング曲と繋がりがあり、3部作の最終章となる「別れの曲」。「主人公の女の子の伝えられなかった想いや不器用さをどう表現しようか自分で常に考えたり、アドバイスをいただいたりしながら作っていきました。曲に合わせて歌うだけじゃなく、歌詞の意味を理解することもすごく意識した楽曲です」とのこと[5]。

## リリースとイベント
- 各法人別特典に加えファンクラブ会員限定特典や、オフィシャルファンコミュニティ限定特典つきCDも販売された[8][9]。
- リリースイベントとして、9/22、29にはインターネットサイン会を開催[9]。9/30～10/11の期間には、ZOOM上でオンライントーク会を開催し、好評・完売につき追加された日程を含め、計10日間に渡りファン一人一人と交流した[10]。また、10/16にはオンラインMV鑑賞会も開かれた。MCに同じくホリプロ所属の小島麻子、ゲストにMV監督の吉川エリを迎え、ファンからの感想や質問をまじえつつ、制作時の工夫点などのトークに花を咲かせた[11][12]。